# Sander van de Streek
Alexander Gerard (Sander) van de Streek (Barneveld, 24 maart 1993) is een Nederlands voetballer die bij voorkeur als aanvallende middenvelder, centrale middenvelder, centrumspits of vleugelaanvaller speelt. Sinds 2023 komt hij uit voor Antalyaspor.

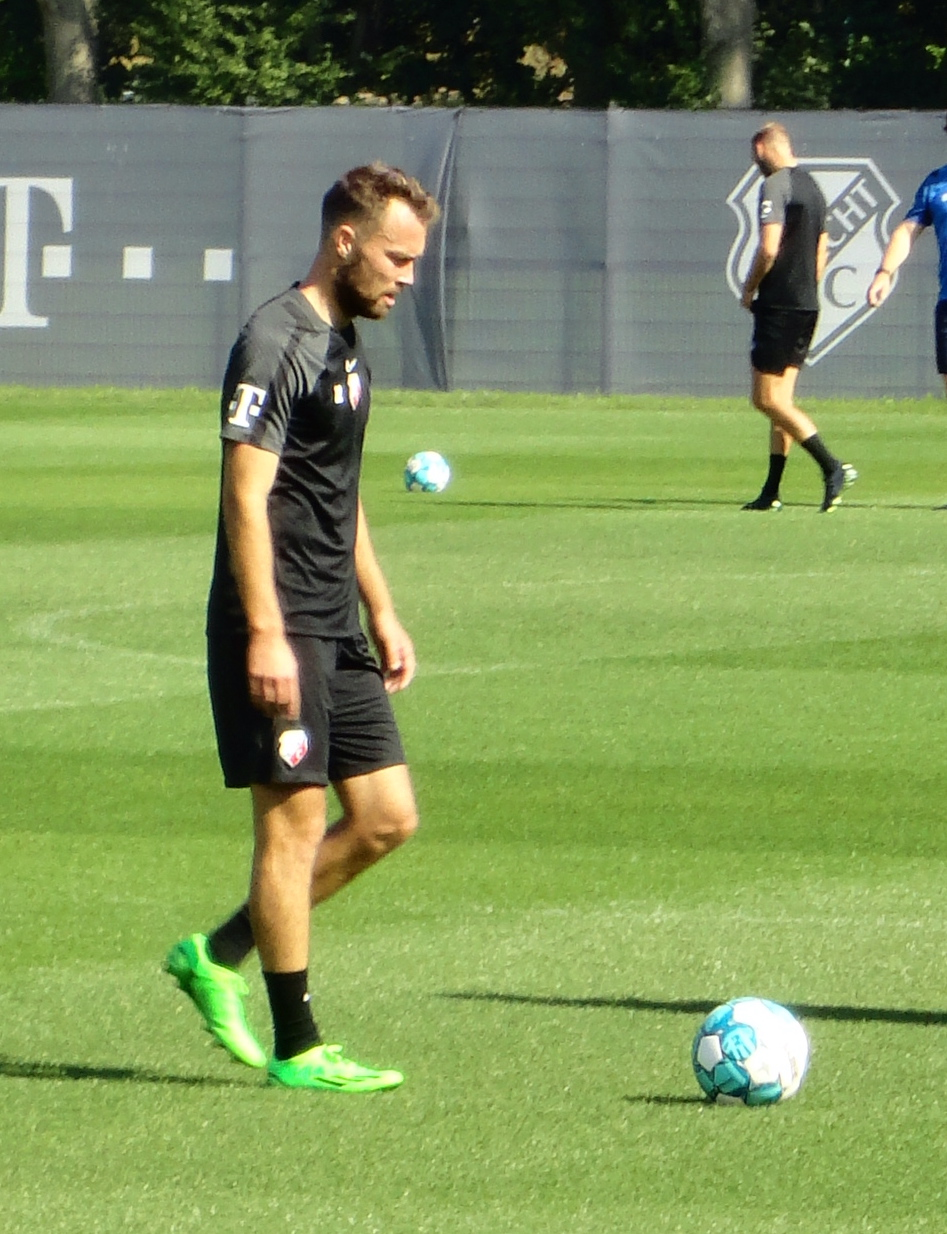
Van de Streek tijdens een training van FC Utrecht (2022)

## Clubcarrière

### Vitesse
Van de Streek speelde bij SDV Barneveld voor hij in 2011 op achttienjarige leeftijd een contract tekende bij Vitesse. Vanaf het seizoen 2011/12 maakte hij deel uit van de selectie van Vitesse onder 21. In de voorronde van de UEFA Europa League in de zomer van 2012 behoorde Van de Streek tot de wedstrijdselectie van het eerste elftal. Voor die uitwedstrijd tegen Lokomotiv Plovdiv miste hij het vliegtuig. Hij zat nog wel op de bank tijdens de wedstrijd.

#### Verhuur aan FC Flora Tallinn
In februari 2013 werd Van de Streek verhuurd aan FC Flora Tallinn voor het seizoen 2013, dat liep tot november van dat jaar en waarbij Vitesse de optie had hem eventueel eerder terug te halen. Hij debuteerde in Estland op 2 maart 2013 in de seizoensopener tegen JK Kalev Tallinn. Op 9 maart 2013 maakte Van de Streek zijn eerste doelpunten voor de club. In de uitwedstrijd tegen Paide Linnameeskond maakte hij een hattrick in de 0–6 overwinning. Op 4 juli 2013 maakte Van de Streek zijn debuut in de UEFA Europa League tegen KF Kukësi. Uiteindelijk speelde hij 32 van de 36 competitieduels in het seizoen 2013 van de Meistriliiga. In totaal speelde Van de Streek 38 wedstrijden voor de club, waarin hij tien keer wist te scoren en drie keer een assist wist af te geven.

#### Terugkeer bij Vitesse
Na zijn terugkeer in november 2013 kwam het niet meer van een plek bij de selectie van het eerste elftal en speelde Van de Streek wederom zijn wedstrijden voor Vitesse onder 21.

### SC Cambuur
In mei 2014 maakte SC Cambuur bekend dat Van de Streek een contract voor twee seizoenen had getekend met optie tot nog een seizoen. Op 22 augustus 2014 debuteerde hij voor SC Cambuur in de Eredivisie tegen Heracles Almelo. In mei 2016 degradeerde hij met de club uit de Eredivisie. In het opvolgende seizoen in de Eerste divisie behaalde hij met de club in de vierde periode een periodetitel en won hij de Bronzen Stier voor zowel de beste speler als voor de topscorer van diezelfde periode. In totaal scoorde Van de Streek dat seizoen 22 keer in 33 wedstrijden voor SC Cambuur, waarmee hij de interesse trok van clubs uit de Eredivisie. In totaal speelde Van de Streek 105 wedstrijden voor de club, waarin hij 34 tot scoren kwam en twaalf keer een assist wist af te geven.

### FC Utrecht
In juni 2017 maakte Van de Streek de overstap naar FC Utrecht. Daar tekende hij een contract voor vier seizoenen. Bij zijn contractverlenging in 2020 werd Van de Streek door technisch directeur Jordy Zuidam geprezen om zijn energieke spel en scorende vermogen. Aan het einde van datzelfde seizoen werd Van de Streek in mei 2021 door de supporters uitgeroepen tot beste speler van het seizoen. Hiermee won hij de David di Tommaso-trofee. In datzelfde seizoen werd hij clubtopscorer. In Utrecht werd Van de Streek door het plaatselijke dialect veelal afgekort naar Streekie.
Ook in zijn andere seizoenen voor de club was hij meermaals belangrijk. Zo maakte Van de Streek op 15 januari 2023 tegen Go Ahead Eagles doelpunt nummer 42 in dienstverband van FC Utrecht in de Eredivisie. Hiermee overtrof hij Sébastien Haller als de clubtopscorer in de eenentwintigste eeuw. In 2023 beschikte Van de Streek over een aflopend contract, waarbij hij aan de club kenbaar had gemaakt open te staan voor een transfervrij vertrek richting het buitenland. In 212 wedstrijden scoorde Van de Streek 57 keer en wist hij 23 keer een assist af te geven.

### Antalyaspor
Gedurende de zomerse transferperiode van 2023 werd door clubs uit verschillende landen interesse getoond in Van de Streek. In augustus 2023 ondertekende hij een tweejarig contract bij het Turkse Antalyaspor, waarin een optie voor extra seizoen werd opgenomen. In december 2023 gaf Van de Streek aan snel gewend te zijn geraakt aan de overstap. In februari 2023 veroorzaakte Van de Streek, ondanks zijn tegenstander niet niet te hebben geraakt, in de wedstrijd tegen Galatasaray een strafschop. Deze werd bennut en Antalyaspor kwam op een 1–0 achterstand. Van de Streek scoorde vervolgens zelf de gelijkmakende 1–1, maar dat bleek niet genoeg om een 2–1 verlies te kunnen voorkomen.

## Clubstatistieken
| Seizoen                       | Club               | Competitie      | Competitie | Competitie | Beker | Beker | Internationaal | Internationaal | Overig | Overig | Totaal | Totaal |
| Seizoen                       | Club               | Competitie      | Wed.       | Dlp.       | Wed.  | Dlp.  | Wed.           | Dlp.           | Wed.   | Dlp.   | Wed.   | Dlp.   |
| ----------------------------- | ------------------ | --------------- | ---------- | ---------- | ----- | ----- | -------------- | -------------- | ------ | ------ | ------ | ------ |
| 2011/12                       | Vitesse            | Eredivisie      | 0          | 0          | 0     | 0     | –              | –              | 0      | 0      | 0      | 0      |
| 2012/13                       | Vitesse            | Eredivisie      | 0          | 0          | 0     | 0     | 0              | 0              | 0      | 0      | 0      | 0      |
| 2013                          | → FC Flora Tallinn | Meistriliiga    | 32         | 7          | 4     | 3     | 2              | 0              | 0      | 0      | 38     | 10     |
| 2014/15                       | SC Cambuur         | Eredivisie      | 29         | 7          | 4     | 0     | –              | –              | 0      | 0      | 33     | 7      |
| 2015/16                       | SC Cambuur         | Eredivisie      | 32         | 4          | 1     | 0     | –              | –              | 0      | 0      | 33     | 4      |
| 2016/17                       | SC Cambuur         | Eerste divisie  | 33         | 22         | 4     | 0     | –              | –              | 2      | 1      | 39     | 23     |
| 2017/18                       | FC Utrecht         | Eredivisie      | 34         | 10         | 1     | 0     | 6              | 0              | 3      | 0      | 44     | 10     |
| 2018/19                       | FC Utrecht         | Eredivisie      | 33         | 8          | 2     | 2     | –              | –              | 3      | 1      | 38     | 11     |
| 2019/20                       | FC Utrecht         | Eredivisie      | 21         | 4          | 5     | 1     | 2              | 0              | 0      | 0      | 28     | 5      |
| 2020/21                       | FC Utrecht         | Eredivisie      | 32         | 11         | 2     | 2     | –              | –              | 2      | 0      | 36     | 13     |
| 2021/22                       | FC Utrecht         | Eredivisie      | 28         | 4          | 2     | 1     | –              | –              | 2      | 1      | 32     | 6      |
| 2022/23                       | FC Utrecht         | Eredivisie      | 28         | 9          | 4     | 3     | –              | –              | 2      | 0      | 34     | 12     |
| 2023/24                       | Antalyaspor        | Süper Lig       | 32         | 2          | 3     | 2     | –              | –              | 0      | 0      | 28     | 4      |
| 2024/25                       | Antalyaspor        | Süper Lig       | 16         | 1          | 2     | 1     | –              | –              | 0      | 0      | 18     | 2      |
| Carrière totaal               | Carrière totaal    | Carrière totaal | 350        | 89         | 34    | 15    | 10             | 0              | 14     | 3      | 408    | 107    |
| Bijgewerkt op 13 januari 2025 |                    |                 |            |            |       |       |                |                |        |        |        |        |

## Erelijst
| Competitie                              |                  |                     |                  |                  |
| Competitie                              | Aantal           | Jaren               |                  |                  |
| FC Flora Tallinn                        | FC Flora Tallinn | FC Flora Tallinn    | FC Flora Tallinn | FC Flora Tallinn |
| --------------------------------------- | ---------------- | ------------------- | ---------------- | ---------------- |
| Estische voetbalbeker                   | 1x               | 2012/13             |                  |                  |
| SC Cambuur                              |                  |                     |                  |                  |
| Periodekampioen Eerste divisie          | 1x               | 2016/17 (periode 4) |                  |                  |
| Individueel                             |                  |                     |                  |                  |
| Bronzen Stier voor de beste speler      | 1x               | 2016/17 (periode 4) |                  |                  |
| Bronzen Stier voor de topscorer         | 1x               | 2016/17 (periode 4) |                  |                  |
| David di Tommaso-trofee (derde plaats)  | 2x               | 2017/18, 2018/19    |                  |                  |
| David di Tommaso-trofee (eerste plaats) | 1x               | 2020/21             |                  |                  |